# Kerstin Schlögl-Flierl
Kerstin Schlögl-Flierl (* 1976) ist eine deutsche römisch-katholische Theologin und Ethikerin, Inhaberin des Lehrstuhls für Moraltheologie an der Katholisch-Theologischen Fakultät der Universität Augsburg und Mitglied des Deutschen Ethikrates.

## Leben und Tätigkeit
Nach dem Abitur 1996 in Cham (Oberpfalz) studierte sie von 1996 bis 2002 für das Lehramt an Gymnasien mit der Fächerkombination Deutsch und Katholische Religionslehre an der Universität Regensburg und von 1999 bis 2000 an der Päpstlichen Universität Gregoriana. Die Studienstiftung des Deutschen Volkes förderte sie von 2002 von 2004 als Promotionsstipendiatin. 2004 forschte sie als Visiting scholar am Boston College. Von 2004 bis 2007 war sie wissenschaftliche Mitarbeiterin am Lehrstuhl für Moraltheologie in Regensburg. 2006 wurde sie von der Katholisch-Theologischen Fakultät der Universität Regensburg mit einer Arbeit zum Thema Glück promoviert. Von 2007 bis 2015 war sie dort Akademische Rätin a. Z. Ebenso fallen in diese Zeit verschiedene Lehr- und Forschungsaufenthalte bzw. -tätigkeiten in Wien, Halle, Ljubljana und Würzburg.
Nach dem Abschluss des Habilitationsverfahrens im Mai 2014 an der Katholisch-Theologischen Fakultät der Universität Regensburg mit einer Arbeit über Antoninus von Florenz lehrt sie seit April 2015 als Inhaberin des Lehrstuhls für Moraltheologie an der Universität Augsburg.
Sie ist beteiligt an dem vom Bundesministerium für Gesundheit geförderten Projekt Selbstbestimmtes Leben im Pflegeheim (SeLeP) sowie am Projekt MedAIcine: des Center for Responsible AI Technologies der Hochschule für Philosophie München, Universität Augsburg und Technischen Universität München.

## Mitgliedschaften
Seit 2016 ist sie Beraterin der Bischöflichen Unterkommission „Bioethik“ der Glaubenskommission (I) der Deutschen Bischofskonferenz.
Im April 2020 wurde Schlögl-Flierl vom Bundestag auf Vorschlag von CDU/CSU zum Mitglied des Deutschen Ethikrates gewählt.
Im März 2023 wurde Schlögl-Flierl zum Korrespondierenden Mitglied der Päpstlichen Akademie für das Leben ernannt.
Sie ist Einzelpersönlichkeit im Landeskomitee der Katholiken in Bayern.

## Publikationen

### Als Autorin
- Mit Alexander Merkl: Moraltheologie kompakt. Grundlagen und aktuelle Herausforderungen. Mit Beiträgen von Franz-Josef Bormann, Stephan Ernst, Alexander Flierl, Bernhard Koch und Gerhard Marschütz. Regensburg, 2. Auflage 2022. ISBN 978-3-7917-3369-2.
- Moraltheologie für den Alltag: Eine moralhistorische Untersuchung der Bußbücher des Antoninus von Florenz OP (1389-1459) (Studien der Moraltheologie. Neue Folge 6). Münster 2017. ISBN 978-3-402-11930-3.
- Das Glück – Literarische Sensorien und theologisch-ethische Reaktionen. Eine historisch-systematische Annäherung an das Thema des Glücks (Studien der Moraltheologie 36). Berlin 2007. ISBN 978-3-8258-9955-4.

### Als Herausgeberin
- Mit Stefan Emeis: Phosphor. Fluch und Segen eines Elements (Stoffgeschichten 14). München 2021. ISBN 978-3-96238-282-7.
- Mit Rupert Scheule: Moraltheologie und Universität. Eine Verhältnisbestimmung (Jahrbuch für Moraltheologie 4). Freiburg i.Br. 2020. ISBN 978-3-451-38763-0.
- Mit Gunter M. Prüller-Jagenteufel: Aus Liebe zu Gott – im Dienst an den Menschen. Spirituelle, pastorale und ökumenische Dimensionen der Moraltheologie (Studien der Moraltheologie. Neue Folge 2). Festschrift für Herbert Schlögel. Münster 2014. ISBN 978-3-402-11927-3.

### Aufsätze (Auswahl)
- Mit Alexander Flierl: Liebe auf Augenhöhe? Zu reaktionären Rollenbildern, in: Stimmen der Zeit 147/7 (2022), 515–524.
- Die Forderung nach Klimaresilienz – umweltethisch betrachtet, in: Jahrbuch für Recht und Ethik / Annual Review of Law and Ethics 29/1 (2021), 103–116. https://doi.org/10.3790/jre.29.1.103
- Verantwortung in Zeiten der Künstlichen Intelligenz: Herausforderung für die theologische Ethik, in: Thomas Brandecker/Tobias Janotta/Hendrik Weingärtner (Hrsg.): Theologische Ethik auf Augenhöhe. Festschrift für Stephan Ernst. Freiburg i.Br. 2021, 265–283. ISBN 978-3-451-39132-3.
- Mein Herz gehört mir! Eine Erwägung der Widerspruchslösung aus moraltheologischer Sicht, in: Josef Franz Lindner (Hrsg.): Transplantationsmedizinrecht (Schriften zum Bio-, Gesundheits- und Medizinrecht 36). Berlin 2019, 57–71. ISBN 978-3-8487-6010-7. OPUS Universitätsbibliothek Augsburg (PDF)
- Sexualität – personal gedacht: eine Würdigung der deutschsprachigen moraltheologischen Debatte seit dem Zweiten Vatikanischen Konzil, in: Konrad Hilpert/Sigrid Müller (Hrsg.): Humanae vitae – die anstößige Enzyklika. Eine kritische Würdigung. Freiburg i.Br. 2018, 340–356. ISBN 978-3-451-38256-7.
- Epikie – ein Movens für die Moraltheologie, in: Studia Moralia 55/1 (2017), 65–97. OPUS Universitätsbibliothek Augsburg (PDF)
- Mit Martin M. Lintner: So halbwegs treu: eine tugendethische Betrachtung über die Treue in der Ehe und im Ordensleben, in: Ethica 24 (2016), 159–187. OPUS Universitätsbibliothek Augsburg (PDF)